# 「全民覺醒，栽種未來」集思會
「全民覺醒，栽種未來」集思會是民間反對國民教育科大聯盟在2012年10月17日晚上六時至九時於香港島添馬艦新政府總部大樓公民廣場（添馬公園）發起的反思德育及國民教育科活動。

## 發起原因
經過一連串的反對國民教育科行動，在2012年10月8日開展德育及國民教育科委員會向香港政府建議政府擱置課程指引，而同日下午特首梁振英亦於政府總部宣佈接納委員會之建議。在宣布擱置以後，民間反國教科大聯盟隨即表示原定在10月17日包圍政府總部的行動取消，改為舉行集思會（同一天香港立法會對反國教科議案動議進行辯論）。

## 場地使用爭議
2012年10月13日，民間反對國教大聯盟發出聲明，指出有團體打算與他們同一日在政府總部外舉行活動。與民間反對國教科大聯盟爭奪場地的團體國教Forum指出，他們早於9月計畫舉辦此活動，藉此讓市民理性及公開表達「如何健康推動國民教育」，但其籌備人之一勞志榮卻表示不知道當日已有活動舉辦，後來國教Forum在16日改稱不排除改期舉行，警方也在當天說明未收到其申請。另外兩個團體中港青年文化聯合會和國土衛士（但在16日決定退出活動）則最後如期舉行其活動：「理性發聲．捍衛學術自由 還我認識國家權利晚會」。